# Louise-Jeanne de Durfort

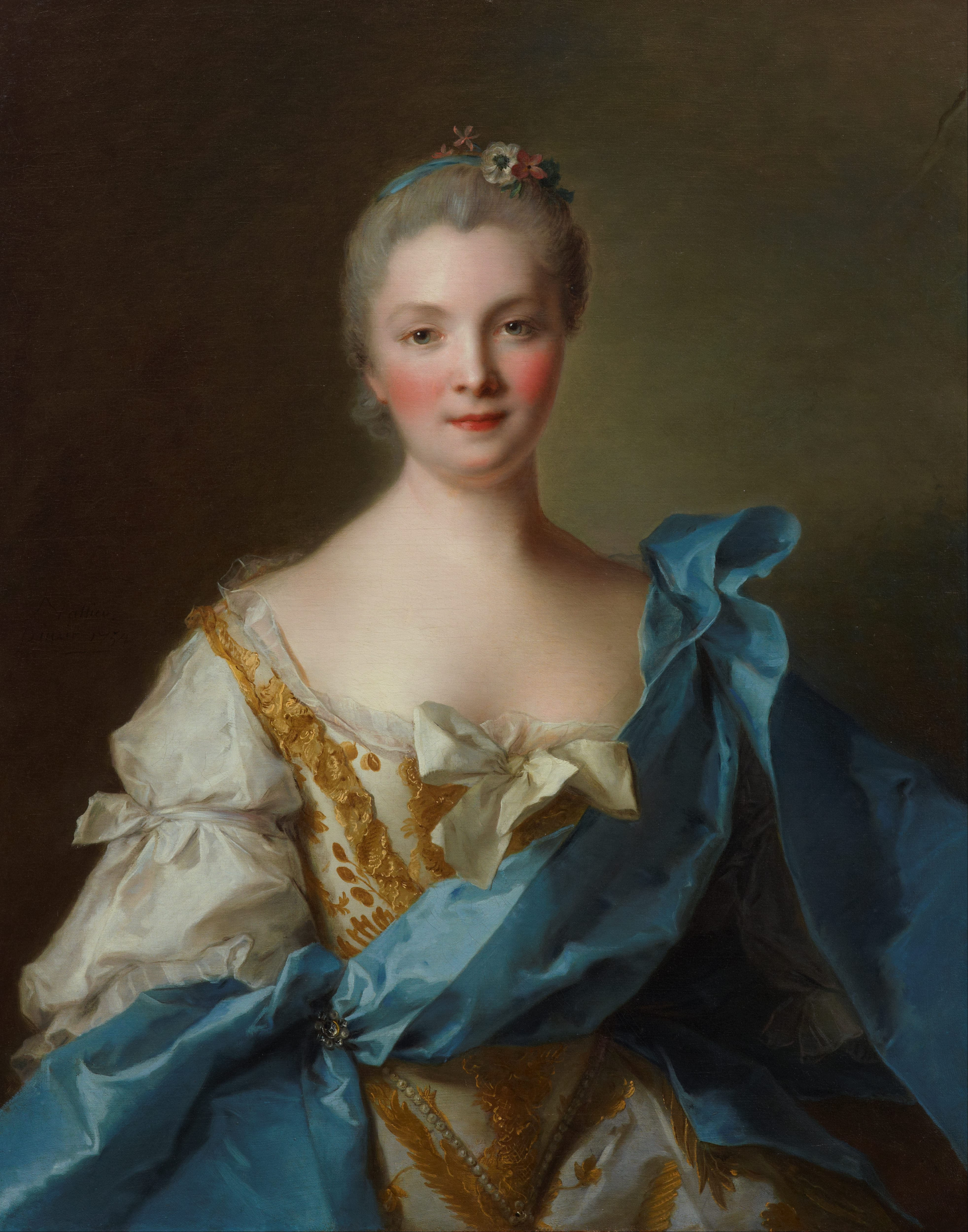
Jean-Marc Nattier, Porträt von Louise-Jeanne de Durfort, 1754, Art Gallery of New South Wales

Louise-Jeanne de Durfort de Duras (* 1. September 1735 in Paris; † 17. März 1781 ebenda) war eine französische Aristokratin, die für die Sammlung von Kunstgegenständen bekannt war, die sie bei den Künstlern ihrer Zeit in Auftrag gab. Sie war aus eigenem Recht ab 1738 Duchesse de Mazarin, de Mayenne et de La Meilleraye.

## Leben
Louise-Jeanne de Durfort de Duras war das einzige Kind von Emmanuel-Félicité de Durfort, Duc de Duras (1715–1789), Pair de France, Marschall von Frankreich, Mitglied der Académie française und Ritter im Orden vom Goldenen Vlies, und seiner ersten Ehefrau Charlotte-Antoinette de La Porte-Mazarin (1718–1735) (Haus La Porte). Von Seiten ihrer Mutter – die wenige Tage nach Louise-Jeannes Geburt im Kindbett starb – erbte sie 1738 mit dem Tod ihres Großvaters Guy Jules Paul de La Porte die Herzogtümer La Meilleraye, Mazarin und Mayenne sowie den Rang eines Pair de France.
Am 2. Dezember 1747 wurde sie (im Alter von 12 Jahren) mit Louis-Marie-Guy d’Aumont, Marquis de Villequier († 20. Oktober 1799) (Haus Aumont), verheiratet, der aufgrund der Ehe ihre Herzogstitel annahm, ihren Rang eines Pair de France übernahm, selbst aber erst nach ihrem Tod den väterlichen Titel eines Duc d’Aumont erbte.
Im Alter von 24 Jahren wurde sie die Mutter von Louise d’Aumont (* 22. Oktober 1759; † 13. Dezember 1826), die am 15. Juli 1777 Honoré Grimaldi (* 17. Mai 1758; † 16. Februar 1819), der 1795 Titulerfürst von Monaco war (er konnte die Regierung erst 1814 antreten); die Ehe wurde am 22. Juni 1793 geschieden. Möglicherweise hatte sie darüber hinaus eine uneheliche Tochter mit dem Prince de Conti (1717–1776). 1781 erbte sie die Titel ihrer Mutter.
Louise-Jeanne de Durfort zeichnete sich als eine der großen Sammlerinnen von Kunstgegenständen des 18. Jahrhunderts aus und förderte Künstler wie die Architekten François-Joseph Bélanger und Jean-François Chalgrin, den Kunsttischler Martin Carlin, den Bronzegießer Pierre Gouthière und andere. Zudem war sie die Schwiegertochter von Louis-Marie-Augustin d’Aumont (1709–1782), seit 1723 Duc d’Aumont, eines anderen großen Sammlers des 18. Jahrhunderts.
Ihre Sammlung wurde nach ihrem Tod zum Verkauf angeboten, um die Gläubiger zu befriedigen. Einige Stücke wurden von der Familie zurückgekauft. Die Reste dieser Sammlung befinden sich in einigen großen Museen (Louvre, Frick Collection usw.) oder Privatsammlungen. Sie wohnte in Paris am Quai Malaquais, wo sich heute die École nationale supérieure des beaux-arts de Paris befindet, in einem Hôtel particulier, das von Bélanger und Chalgrin auf den neuesten Stand der Technik gebracht worden war.